# Pappa sökes (film, 1947)
Pappa sökes är en svensk komedifilm från 1947 i regi av Arne Mattsson. I huvudrollerna ses Sickan Carlsson, Karl-Arne Holmsten, Gunnar Björnstrand och Erik Berglund.

## Handling
Direktör Hallman får höra att hans son Tom har en romans med en manikyrist, Lydia. Han skickar sonen på fjällsemester men Tom åker istället till Köpenhamn med Lydia. Direktör Hallman försöker sedan söka upp manikyristen för att få henne att avsluta affären men genom en förväxling träffar han en annan manikyrist på samma salong, Mary, som faktiskt har en fästman som heter Tom och som putsar skor på samma salong. Mary får för sig att direktör Hallman är hennes fästmans okända far.

## Om filmen
Filmen premiärvisades den 31 maj 1947 på biograf Spegeln vid Birger Jarlsgatan i Stockholm. Filmen spelades in i Filmstaden i Råsunda med exteriörer från bland annat Slussen, Forsgrénska badet, Skanstullsbron och Norrmalmstorg i Stockholm. Som förlaga har man en utländsk idé, som omarbetades till film av Gardar Sahlberg.
Pappa sökes har visats i SVT, bland annat 1983, 2003, 2019, i december 2021 och i juni 2024.

## Rollista i urval
- Sickan Carlsson – Mary Broberg, manikyrist
- Gunnar Björnstrand – Tom, kallad Plutten, skoputsare
- Karl-Arne Holmsten – Tom Hallman
- Erik "Bullen" Berglund – Hjalmar Broberg, Marys farbror, fotograf
- Marianne Löfgren – Matilda Hallman, Tom Hallmans mor
- Håkan Westergren – Holger Hallman, Tom Hallmans far, direktör i Hallmans Vapenverkstäder
- Thor Modéen – kapten Bäcklund, personalchef
- Vera Valdor – Lydia, manikyrist
- Artur Rolén – Jönsson, Hallmans betjänt
- Carin Swensson – Karin, hembiträde
- Sten Lindgren – konsul, Lydias vän
- Birger Åsander – polis
- Wiktor "Kulörten" Andersson – detektiv
- Anders Nyström – Kurt Hallman, Tom Hallmans sjuårige bror
- Arne Lindblad – rysk vapenköpare
- Charlie Almlöf – rysk vapenköpare
- Alexander Baumgarten – rysk vapenköpare
- Tor Borong – Karlsson, vaktmästare på Hallmans kontor
- Margit Andelius – Holger Hallmans sekreterare
- Mary Gräber – kanslirådinnan Helena Setterqvist

## Musik i filmen
- Burlesque (Johansson), kompositör Gunnar Johansson, instrumental
- Älvsborgsvisan (Ny Elfsborgsvisa/Den blomsterprydda gondolen gled), text August Wilhelm Thorsson, instrumental
- Johan på Snippen (Bonnjazz), kompositör Gaston René Wahlberg med texten Hindersmässan, ny text 1922 Skånska Lasse Johan på Snippen, sång Sickan Carlsson och Karl-Arne Holmsten
- Fia Jansson (Känner ni Fia Jansson), svensk text Emil Norlander, sång Sickan Carlsson och Karl-Arne Holmsten
- Kväsarvalsen (En kvanting träder i salen in), musikbearbetning och text 1898 Arthur Högstedt, ny text 1899 Emil Norlander, sång Sickan Carlsson och Karl-Arne Holmsten
- Burlesque (Sylvain), kompositör Jules Sylvain, instrumental

## DVD
Filmen gavs ut på DVD 2004. 